# Kenji Comes Home
Kenji Comes Home ist ein US-amerikanischer Dokumentarfilm von Charles F. Schwep, der 1949 erstmals veröffentlicht wurde. Der Film war für einen Oscar nominiert.  

## Inhalt
Der Film schildert die Geschichte von Kenji, einem jungen Mann, der in Aki, eine Christin, verliebt ist. Er fühlt sich zwischen den Idealen beider Religionen hin- und hergerissen. Hinzu kommt, dass er auch unsicher ist, ob er den Versprechungen, die der Kommunismus verheißt, trauen kann.
Der Buddhist Kenji, ein japanischer Soldat, muss mit der Demütigung, die der Abwurf der Atombomben auf Hiroshima Nagasaki für die Japaner war, zurechtkommen. Als er nach Hause zurückkehrt, ist niemand da, der ihn begrüßen könnte. In seinem Kopf tauchen Bilder auf, die sich mit verlorenen geglaubten kulturellen und religiösen Traditionen, wie Teezeremonien, dem göttlichen Sonnenkaiser sowie seinen eigenen Vorfahren, beschäftigen. Die Welt, wie er sie kannte, existiert nun nicht mehr. 
Kenjis Suche nach einem Arbeitsplatz gestaltet sich schwierig. Immerhin gelingt es ihm aber, den schmutzigen Waisenjungen Shiro, der von Hooligans geschlagen und ausgeraubt worden ist, vor weiteren Angriffen zu schützen. 
Als Kenji Aki trifft, die jüngere Schwester eines toten Kameraden, geht etwas in ihm vor, als sie ihm von ihren Hoffnungen für die Zukunft berichtet, die auf ihrem christlichen Glauben fußen. Das heißt aber nicht, dass er sich von der ihn prägenden Erziehung so ohne weiteres lösen kann. Als er feststellt, dass in einer christlichen Schule, in die Shiro inzwischen geht, in der Bibliothek alle Bücher frei zugänglich sind, sowohl kommunistische als auch buddhistische, steht das in Widerspruch zu dem, was er von einem Kommunistenführer gehört hat, der eine Revolution und strikte Ablehnung der westlichen Kultur gefordert hat. Kenji entschließt sich, in der Bibel zu lesen. Am Ende des Films spricht er mit seiner Freundin ein Gebet. 

## Produktion
Produktionsfirma war die Protestant Film Commission. 

## Auszeichnung
Auf der Oscarverleihung 1950 war der Produzent Paul F. Heard mit dem Film in der Kategorie „Bester Dokumentarfilm“ für einen Oscar nominiert, der jedoch an die Crown Film Unit und den Film Daybreak in Udi ging, der über den Bau eines Krankenhauses für Geburten im Gebiet des Stammes der Udi berichtet.